# Jerzy Kukuczka
14 sommets de plus de 8 000 mètres d'altitude
Józef Jerzy Kukuczka, surnommé « Jurek », né le 24 mars 1948 à Katowice en Pologne et mort le 24 octobre 1989 en tentant l'ascension de la face sud du Lhotse, est un alpiniste et himalayiste polonais. Il est considéré comme l'un des plus grands himalayistes de tous les temps. Il a été le deuxième homme, après Reinhold Messner, à gravir les quatorze sommets de plus de 8 000 mètres. Alpiniste emblématique d'une extraordinaire génération d'alpinistes polonais (parmi lesquels Wanda Rutkiewicz, Krzysztof Wielicki, Wojciech Kurtyka, Andrzej Czok, Artur Hajzer, Ryszard Pawłowski etc.) ses exploits himalayens sont de premier ordre : dix voies nouvelles sur les quatorze 8 000 escaladés, quatre ascensions hivernales (dont trois premières), une traversée, un solo, plusieurs ascensions en style alpin. Son palmarès est encore plus impressionnant si on tient compte du fait que Jerzy Kukuczka vivait dans la Pologne communiste et ne pouvait pas bénéficier des techniques d'entrainement et équipements avancés dont disposaient les alpinistes occidentaux. L'alpiniste italien Walter Bonatti célèbre dans son livre les conquêtes de Kukuczka comme étant des actions épiques et souligne le fait que, à la différence de Reinhold Messner, Kukuczka a réussi à escalader les quatorze 8 000 en choisissant toujours des voies difficiles ou nouvelles et avec conditions (aussi économiques) extrêmes.

## Biographie
Jerzy Kukuczka est né le 24 mars 1948 à Bogucice, un quartier de la ville polonaise de Katowice. Sa famille était originaire d'Istebna, un village qui se trouve dans les Beskides silésiennes, dans la voïvodie de Silésie.
D'après son autobiographie, il découvre le plaisir de l'escalade le 4 septembre 1965 à l'âge de 17 ans quand un ami l'amène à Podlesice (pl) pour escalader une falaise calcaire de 20 mètres de hauteur : la découverte de ce monde vertical est le tournant de sa vie. L'année suivante, en 1966, après un cours d'escalade de 11 jours, il s'attaque, avec son compagnon de cordée Piotrek Skorupa, au pilier gauche de Kazalnica (considéré comme une des voies les plus difficiles des Tatras) mais il est contraint à l'abandon à cause de la rupture de son piolet (construit par lui-même). Avec l'obstination qui constitue un trait distinctif de son caractère (selon Wojciech Kurtyka, un de ses compagnons de cordée), il revient quelque temps après son premier échec et il réussit à escalader avec succès le pilier de Kazalnica, entrant dans le cercle fermé des meilleurs grimpeurs polonais. Après deux années de service militaire, sa passion pour l'escalade ne s'est pas éteinte : juste après avoir repris ses habits civils, il décide de tenter avec P. Skorupa l'ascension hivernale de la voie directissime de Kazalnica, réputée comme l'ascension la plus difficile des Tatras. Mais la chute mortelle de son compagnon de cordée P. Skorupa met pour la première fois Jerzy Kukuczka face à la mort, qui frappera encore plusieurs compagnons pendant sa carrière d'alpiniste. La passion qui l'anime est trop forte pour l’arrêter : seulement trois semaines après cette tragédie il est de retour dans les Tatras où il réalise une série de premières ascensions hivernales qui effacent ses peurs et ses doutes.
C'est à partir de 1972 que Jerzy Kukuczka commence à s'aventurer au-delà des Tatras et du Rila, en participant à des camps d'escalade dans les Dolomites (Torre Trieste, Cima del Bancon) et les Alpes occidentales (mont Blanc, Petit Dru, Grandes Jorasses).
En 1974 il participe à l’expédition polonaise sur le mont McKinley pendant laquelle, à une altitude d'environ 4 500 mètres, il souffre du mal aigu des montagnes, tout en réussissant à atteindre le somment. À son retour il est hospitalisé pour soigner les multiples gelures dont il a été victime pendant l'ascension.

## Ascensions
Le 8 septembre 1987, Jerzy Kukuczka devient le deuxième homme à gravir les 14 sommets de plus de 8 000 mètres d'altitude, après Reinhold Messner qui avait réussi cet exploit seulement un an auparavant. Il a cependant fallu huit ans à Kukuczka pour le réaliser contre 16 à Messner. Chemin faisant, Kukuczka a ouvert 10 nouvelles voies et gravi quatre sommets pendant l'hiver (dont trois premières absolues).
Jurek Kukuczka est entrée dans l'histoire de l'alpinisme himalayen par sa capacité à survivre pendant des jours en conditions extrêmes à haute altitude, sans boire ni manger. Son temps d'acclimatation était long, mais une fois acclimaté, il devenait un alpiniste capable de gérer des situations extrêmement dangereuses.
Dès ses débuts, Jerzy Kukuczka a eu l'ambition d'escalader les plus hauts sommets de la Terre en ouvrant des nouvelles voies en été comme en hiver. Il a escaladé tous les 8 000 sans oxygène sauf un : sur l'Everest il a brièvement utilisé de l’oxygène dans la montée vers le sommet sud.
Parmi les nouvelles voies ouvertes par Kukuczka sont remarquables celle de l'Everest par le pilier sud (1980), celle du Makalu en solitaire et sans oxygène (deuxième homme à avoir réalisé un tel exploit après l'ascension de l'Everest par Messner en 1980), celles du Gasherbrum I et du Gasherbrum II avec Wojciech Kurtyka (1982), la traversée de trois sommets du Broad Peak (1983), toujours avec Kurtyka comme compagnon de cordée, les premières ascensions hivernales du Dhaulagiri et du Cho Oyu (1985), ces deux dernières en l’espace de trois semaines seulement. Parmi les succès de Kukuczka figure la première ascension hivernale du Kangchenjunga (1985) et la nouvelle voie ouverte, avec Tadeusz Piotrowski (en) (qui trouve la mort pendant la descente), sur la face sud du K2 (« the Polish line ») et qu'aucun alpiniste n'a osé répéter depuis à cause de sa difficulté et dangerosité extrêmes. En 1987, avec Artur Hajzer, il a établi une nouvelle voie sur la face sud de l'Annapurna, en hiver (première ascension hivernale).

### Tatras
- 20 février 1971 : Mięguszowiecki Szczyt Pośredni (pl), première ascension hivernale du Grzybek
- 24-26 mars 1971 : Kazalnica Mięguszowiecka (pl), tentative d'une première ascension hivernale par la voie directissime (avec Piotrek Skorupa)
- 16-18 avril 1971 : Mały Młynarz (pl), première ascension hivernale par la voie Kurtykówka
- hiver 1971 : Cubrynka (pl), première ascension hivernale
- 22 juillet 1971 : Wołowa Turnia (pl), première ascension polonaise par la voie Pajaków
- 3-6 janvier 1972 : Mały Młynarz (pl), première ascension hivernale par la voie directissime
- 8-11 février 1972 : Młynaczyk (pl), première ascension hivernale par la voie Biederman
- été 1972 : Kazalnica Mięguszowiecka (pl), première ascension d'un jour par la voie Pajaków, face nord-est
- 23-24 juin 1972 : Mały Młynarz (pl), nouvelle voie Wielki Komin, face nord-est
- 8 juillet 1972 : Cubrynka (pl), deuxième ascension avec une nouvelle variante
- 8 février 1977 : Mały Durny Szczyt, nouvelle voie.

### Rila
- 2 août 1971 : Malyovitsa, première ascension polonaise par la voie directissime de la face nord
- 4 août 1971 : Dyavolskite Igły, première ascension polonaise par la voie Sliwien
- 5 août 1971 : Sredni Kupen, première ascension polonaise (deuxième absolue) par la voie WIF
- 11 août 1971 :  Zlijat Zyb, première ascension polonaise (deuxième absolue) par la voie super-directissime, face Sud-Est
- 15 août 1971 : Diabelskite Igły: nouvelle voie Katowice, solo.

### Dolomites
- 23-26 juillet 1972 : Torre Trieste, nouvelle voie directissime des Polonais
- 4-5 août 1972 : Cima del Bancon, nouvelle voie
- 7 août 1972 : Punta Civetta, deuxième ascension par la voie Aste Susati
- 6-23 mars 1973 : Marmolada d'Ombretta, première ascension hivernale par la Via dell'ideale

### Alpes
- 19 juillet 1973 : aiguille du Moine, première ascension polonaise par la voie Aureille-Feutren, face est
- 22 juillet 1973 : La Pelle (massif du Vercors), première ascension polonaise par la voie des Parisiens
- 30 juillet 1973 : Tête Sud du Replat (massif des Écrins)
- 3-4 août 1973 : Grandes Jorasses, nouvelle voie de la face Nord de la Pointe Hélène
- 6 août 1973 : mont Blanc, première ascension polonaise par la voie Major, face est
- 12-14 août 1973 : Petit Dru, nouvelle voie

### Alaska
- 20-26 juillet 1974 : mont McKinley (Denali), ascension par l’arête ouest de la face sud

### Hindou Kouch
- 1er août 1976 : Kohe Awal, nouvelle voie, solo
- 10-11 août 1976 : Kohe Tez, ascension par la face sud-est
- 9 août 1978 : Tirich Mir oriental, nouvelle voie
- 11 août 1978 : Bindu Ghul Zom, première ascension par l'éperon ouest

### Alpes néozélandaises
- 19 février 1981 : Malte Brun, nouvelle voie
- 20 février 1981 : Malte Brun, nouvelle voie
- 27 février 1981 : mont Hicks et Mount Dampier, traversée (avec Krzysztof Wielicki et Ryszard Pawłowski)

### HimalayaetKarakoram
- automne 1977 - Nanga Parbat (8 125 m) - tentative d'ascension de la face sud-est (point plus haut atteint : ~7 950 m) avec M. Piekutowski and M. Pronobis (expédition organisée par le Club de Haute Montagne de Katowice et dirigée par A. Zyzak)
- 4 octobre 1979 - Lhotse (8 511 m) - voie normale de la face ouest avec A. Czok, J. Skorek et A. Heinrich (expédition organisée par le Club de montagne de Gliwice dirigée par A. Bilczewski)
- 19 mai 1980 - Everest (8 849 m) - nouvelle voie par le pilier sud - avec A. Czok (expédition nationale polonaise dirigée par A. Zawada) - utilisation de l'oxygène dans la montée au sommet sud
- automne 1981 - Makalu (8 463 m) - tentative d'établir une nouvelle voie  (point le plus atteint : ~8 000 m) avec A. Mclntyre and W. Kurtyka
- 15 octobre 1981 - Makalu (8 463 m)  - nouvelle voie, solo, style alpin (expédition internationale dirigée par W. Kurtyka)
- 30 juillet 1982 - Broad Peak (8 047 m) - voie normale, style alpin avec W. Kurtyka
- été 1982 - K2 (8 611 m) - tentative d'ascension par une nouvelle voie (point le plus haut atteint : ~7 400 m) avec W. Kurtyka
- 23-24 juin 1983 - Gasherbrum II oriental (7 772 m) - première ascension par l'arête est, style alpin avec W. Kurtyka
- 29 juin - 1er  juillet 1983 - Gasherbrum II (8 035 m) - nouvelle voie, style alpin avec W. Kurtyka (expédition dirigée par W. Kurtyka)
- 19-23 juillet 1983 - Gasherbrum I (8 068 m) - nouvelle voie, style alpin avec W. Kurtyka (expédition dirigée par W. Kurtyka)
- 15-17 juillet 1984 - Broad Peak (8 047 m) - nouvelle voie, traversée du somment nord (7 700 m) au sommet central (8 016 m), style alpin avec W. Kurtyka
- juillet 1984 - Biarchedi (6 781 m) - première ascension, style alpin, solo (ascension réalisée dans le cadre de l’expédition au Broad Peak lors du passage par le col du Masherbrum La)
- 21 janvier 1985 - Dhaulagiri (8 167 m) - première ascension hivernale par la voie normale  avec A. Czok (expédition du Club de Haute Montagne de Gliwice dirigée par A. Bilczewski)
- 13 février 1985 - Cho Oyu (8 153 m) - première ascension hivernale, nouvelle voie par le pilier sud-est avec A. Heinrich (expédition canadienne et polonaise dirigée par A. Zawada)
- 13 juillet 1985 - Nanga Parbat (8 125 m) - nouvelle voie avec C. Carsolio, A. Heinrich et S. Łobodziński (expédition du Club de montagne de Katowice dirigée par A. Machnik)
- 9 octobre 1985 - Lhotse (8 511 m) - tentative d'ascension par une nouvelle voie (point le plus haut atteint : ~8 150 m, expédition du Club de montagne de Katowice dirigée par J. Majer)
- 11 janvier 1986 - Kanchenjunga (8 598 m) - première ascension hivernale avec K. Wielicki (expédition du Club de montagne de Gliwice dirigée par A. Machnik)
- 18 juillet 1986 - K2 (8 611 m) - nouvelle voie, style alpin avec T. Piotrowski (expédition internationale dirigée par K.M. Herrligkoffer)
- 9 novembre 1986 - Manaslu oriental (7 922 m) - première ascension avec C. Carsolio et A. Hajzer
- 11 novembre 1986 - Manaslu (8 156 m) - nouvelle voie, style alpin avec C. Carsolio et A. Hajzer (expédition dirigée par J. Kukuczka)
- 3 février 1987 - Annapurna I (8 091 m) - première ascension hivernale par la voie ouverte lors de la première ascension de la face nord avec A. Hajzer (expédition du Club de montagne de Katowice dirigée par J. Kukucka)
- 31 août 1987 - Yebokangal Ri (7 365 m) - première ascension, style alpin avec A. Hajzer
- 18 septembre 1987 - Shishapangma occidental (~7 950 m) - première ascension, style alpin avec A. Hajzer
- 18 septembre 1987 - Shishapangma (8 013 m) - nouvelle voie par l'arête ouest, style alpin avec A. Hajzer (expédition internationale dirigée par J. Kukuczka)
- 13 octobre 1988 - Annapurna I oriental (8 080 m) - nouvelle voie sur la face sud, style alpin avec A. Hajzer (expédition internationale dirigée par J. Kukuczka)
- 24 septembre 1989 - Lhotse (8 511 m) - tentative d’ascension par une nouvelle voie sur la face sud (point le plus haut atteint : ~8 380 m, expédition internationale dirigée par J. Kukuczka).

#### Nanga Parbat en 1977
Jerzy Kukuczka participe en 1977 à sa première expédition himalayenne : elle est dirigée par Adam Zyzak (membre du Club de haute montagne de Katowice) et son but est de gravir la face du Rupal, la gigantesque paroi sud de 4 500 mètres du Nanga Parbat. Font partie de l’expédition les alpinistes polonais Jerzy Kukuczka, Zygmund Krzechki, le Dr Jan Koisar, Wojciech Dzik, Jósef Kubik, Jan Loson, Janusz Majer, Marian Piekutowski, Marek Pronobis, Danuta Wach et Zbigniew Wach et les Autrichiens Albert Precht et Werner Sucher. Le camp de base est installé le 1er septembre dans la vallée du Rupal à 3 570 mètres. Les semaines suivantes, quatre camps intermédiaires sont placés à 5 000 mètres, 5 900 mètres, 6 900 mètres et 7 500 mètres. La section la plus difficile, une pente rocheuse escarpée entre les camps 1 et 2, a demandé l'installation d'environ 1 000 mètres de cordes. Jerzy Kukuczka, Marian Piekutowski et Marek Pronobis, qui font partie de l'équipe de tête, établissent le camp 5 à 7 700 mètres, d'où ils lancent l'assaut final. Après avoir parcouru le couloir de Willi Merkl, ils arrivent le 14 octobre à midi au col situé au-dessus de la face du Rupal à 7 900 mètres, mais ne réussissent pas à gravir la raide pente finale qui amène au sommet du Nanga Parbat à 8 125 mètres. Ils bivouaquent donc la nuit au camp 5 mais la température descend à −40 °C ; les deux compagnons de Jerzy Kukuczka souffrent de graves gelures qui les obligent à redescendre au camp de base. Les mauvaises conditions météo empêchent par la suite toute autre tentative d'ascension.

#### Lhotse en 1979
Jerzy Kukuczka est sélectionné en 1979 pour faire partie d'une expédition polonaise sur le Lhotse organisée par le Club de montagne de Gliwice. La voie empruntée est celle normale et l’expédition est couronnée de succès puisque trois équipes parviennent au sommet : la première comprenant Zygmunt Andrzej Heinrich (pl) et Janusz Skorek suivis de près par la deuxième équipe composée de Jerzy Kukuczka et Andrzej Czok qui, sans l'utilisation d'oxygène, arrivent au sommet le 4 octobre. Le 9 octobre, une troisième équipe accomplit également l'ascension, avec Janusz Baranek, Adam Bilczewski (qui dirige l’expédition), Stanislaw Cho-lewa et Robert Niklas (un alpiniste allemand qui vit dans les Tatras). Le Lhotse devient donc le premier 8 000 gravi par Jerzy Kukuczka ; ironie du sort, le Polonais y trouvera la mort 10 ans plus tard en tentant d’escalader sa face sud.

#### Makalu en 1981
À l'automne 1981, Jerzy Kukuczka participe à l’expédition organisée par Wojciech Kurtyka, dont fait aussi partie l'alpiniste anglais Alex MacIntyre. Le camp de base de l’expédition, laquelle veut réaliser l'ascension de la face ouest du Makalu, est installé le 4 septembre à 5 400 mètres. Le 17 septembre, dans le but de s'acclimater, ils réalisent l’ascension du Makalu La, situé à (7 400 mètres). En tentant cette fois le Makalu, ils atteignent le 24 septembre une altitude de 8 000 mètres mais le danger d'avalanche est extrême : le jour précédent, Jerzy Kukuczka déclencha involontairement sous ses pieds une immense avalanche à 7 800 mètres qui laissa pétrifiés tous les membres de l’expédition.
Ils décident donc de renoncer à la face ouest pour opter une nouvelle voie passant par l'arête nord, plus raide et difficile mais beaucoup plus sûre. Après avoir bivouaqué une nuit une nouvelle fois à haute altitude, ils décident cependant de rentrer au camp de base car les pentes, recouvertes par une épaisse couche de neige, sont jugées trop instables et dangereuses. Après quatre jours de repos au camp de base, ils repartent à nouveau à l'assaut de la face ouest. Pendant leur tentative d'ascension, ils bivouaquent successivement à 6000, 6700, 7300, 7600 et 7 800 mètres, avec des conditions métrologiques favorables mais un froid assez intense. La difficulté technique principale de la face ouest du Makalu commence à environ 7 800 mètres avec une paroi rocheuse dont certains tronçons sont surplombants et qui atteint, dans sa partie centrale, une hauteur d’environ 550 mètres. Ils avancent très lentement et avec une grande difficulté due aux forts vents d'automne qui commencent à balayer la face. Au moment où ils se rendent compte qu'il leur faudra encore 3 à 4 jours pour gravir la paroi jusqu'au pilier des Français situé à 8 200 mètres, ils renoncent une nouvelle fois et décident de rentrer au camp de base.
Mais Jerzy Kukuczka ne veut pas se déclarer vaincu et le 12 octobre à 13 h, il repart seul du camp de base, en prenant avec lui un équipement réduit à l'essentiel. À minuit, il arrive au camp 2 à 7 000 mètres mais le vent a soufflé si fort qu'il a détruit la tente laissée sur place par une précédente expédition autrichienne ; le Polonais n'a alors d'autre choix que de passer la nuit en s'abritant sous ces restes. L'après-midi, vers 14 h, les conditions météorologiques s’améliorent et Jerzy Kukuczka, qui avait pensé à renoncer, repart une dernière fois à l'assaut. En fin d'après-midi, il parvient au sommet du Makalu La à 7 400 mètres, où il bivouaque dans ce qui reste de la tente laissée lors de la précédente ascension d'acclimatation. Le jour suivant, les rafales de vent deviennent extrêmement violentes et Wojciech Kurtyka est très inquiet en s’imaginant Kukuczka escalader l'arête nord dans des conditions si extrêmes. Mais au bout de ses forces, Jerzy Kukuczka parvient au dernier camp à 8 000 mètres d'où il bivouaque. Le jour suivant, les forts vents se calment et Jerzy Kukuczka en profite pour lancer le dernier assaut. À 8 h, il quitte le bivouac, remonte la crête enneigée jusqu'à 8 300 mètres où l'attend la dernière grande difficulté, une paroi rocheuse qu'il arrive à franchir de justesse grâce à la corde de 9 mètres et à deux pitons français récupérés. À 17 h, il parvient enfin au sommet du Makalu et il y laisse les deux pitons et une coccinelle en bois d'un de ses enfants comme preuves de l'ascension. À 21 h, il redescend au bivouac à 8 000 mètres, d'où il repart le lendemain en direction du camp de base.
L'officier népalais chargé de surveiller l’expédition anglo-polonaise ne croit pas que Jerzy Kukuczka puisse avoir gravi le Makalu, qui plus est seul et par une nouvelle voie, et ne valide donc pas son ascension. Au printemps 1982, l'alpiniste coréen Heo Young Ho retrouve au sommet le jouet que Jerzy Kukuczka avait laissé lors de son ascension l'année précédente, ce qui permet finalement sa validation officielle et définitive.

#### Broak Peak en 1982
Dans une Pologne opprimée par l'état de siège (proclamé le 13 décembre 1981), Jerzy Kukuczka continue de penser à l'Himalaya et la seule et concrète occasion qui se présente à lui est de participer avec Wojciech Kurtyka, à l’expédition sur le K2, entièrement féminine, que l'alpiniste polonaise Wanda Rutkiewicz est en train de préparer pour l'été 1982. En dépit de grandes difficultés politiques et économiques, les préparatifs avancent à grands pas et Wojciech Kurtyka parvient à convaincre Wanda Rutkiewicz (qu'il connait très bien car les deux sont membres du club d’escalade de Wrocław) de les intégrer dans leur expédition, tout en étant libres de choisir leur voie sur le K2. Jerzy Kukuczka et Wojciech Kurtyka sont alors enregistrés comme photo-journalistes de l’expédition. L'idée initiale de Wojciech Kurtyka est de tenter l'ascension de la face est du K2. Pour ce faire et dans le but de bien l'étudier (car elle n'est pas visible depuis le camp de base installé à Concordia) et de s'acclimater en même temps, ils décident de gravir la voie normale du Broad Peak, depuis laquelle les vues sur la face est du K2 sont imprenables. Bien qu'ils aient obtenu du gouvernement pakistanais le permis d'escalader le K2 et de se déplacer librement dans ses environs pour s'acclimater et prendre des photos, ils n'ont en revanche pas l'autorisation pour gravir le Broad Peak. Quatre jours après avoir installé le camp de base, ils atteignent une altitude de 6 400 mètres sur la voie normale du Broad Peak, où ils déposent du matériel et de la nourriture avant de rentrer au camp de base pour se reposer. Afin de compléter le processus d'acclimatation, Kurtyka et Kukuczka repartent ensuite à nouveau vers le bivouac à 6 400 mètres où ils passent la nuit. Le lendemain le 30 juillet, ils repartent dans le but cette fois de monter le plus haut possible, et pourquoi pas au sommet. Arrivé au col, à 7 800 mètres, Jerzy Kukuczka commence à se sentir très fatigué, ne s'étant pas encore complètement acclimaté à la haute altitude ; malgré cela, il parvient néanmoins au sommet, son premier « 8 000 » au Karakoram. Il redescend au bivouac où son compagnon de cordée l'attend et y arrive dans l'obscurité de la nuit. Le jour suivant, les deux hommes redescendent au camp de base et, à environ 6 400 mètres, ils croisent Reinhold Messner et ses deux porteurs pakistanais qui montent par la voie normale du Broad Peak et leur annoncent qu'une des alpinistes polonaises, Halina Krüger, est décédée pendant la tentative d'ascension au K2. Rentrés au camp de base, ils participent à la cérémonie funèbre et à l'enterrement.

#### Gasherbrum I et Gasherbrum II en 1983
L’expédition organisée par Wojciech Kurtyka planifié pour 1983 compte trois membres : Jerzy Kukuczka, Wojciech Kurtyka et l'alpiniste anglais Alex MacIntyre (en). La mort tragique de ce dernier sur la face sud de l'Annapurna à l'automne 1982 ne laisse que les deux alpinistes polonais. Le 7 juin 1983 et avec l'aide de 20 porteurs, ils installent le camp de base sur le glacier des Abruzzes, une branche du glacier du Baltoro, à 5 100 mètres d'altitude. Afin de s'acclimater, ils font une première sortie à travers la cascade de glace des Gasherbrum et le cirque glaciaire du Gasherbrum La situé à 6 500 mètres, pour remonter ensuite la crête sud-est qui mène au sommet de la montagne à 7 200 mètres d'où ils bivouaquent. Pour la deuxième excursion d'acclimatation, ils gravissent à nouveau le Gasherbrum La et, en suivant toujours la crête sud-est, ils parviennent au sommet P7772 (7 200 mètres), qui n'a alors encore jamais été gravi ; ils y passent la nuit en terminant ainsi la phase d’acclimatation avant l'assaut final au Gasherbrum II.
Bien qu'ayant déjà fait la reconnaissance d'une partie de la nouvelle voie, l'assaut au Gasherbrum II est réalisé en style alpin. Le 29 juin en partant du camp de base, ils atteignent le Gasherbrum La et progressent le 30 juin jusqu'à une altitude de 7 400 mètres. Le 1er juillet, ils traversent le sommet P7772 et la crête qui mène au pied du cône sommital du Gasherbrum II à 7 700 mètres, en rejoignant la voie normale (où ils laissent leurs sacs de montagne). En milieu d'après-midi, ils atteignent la crête sommitale, qu'ils traversent du côté occidental pour arriver enfin au sommet, balayé par de violentes rafales de vent. Le matin suivant, en parcourant la voie normale qui leur est totalement inconnue, ils redescendent au camp de base.
Après avoir conquis le Gasherbrum II, le nouveau défi devient la face sud-ouest du Gasherbrum I (ou Hidden Peak) encore vierge avec ses 2 400 mètres de hauteur. Malgré les conditions météorologiques très difficiles, ils réussissent à amener les équipements et le matériel nécessaires à la base de l'imposante paroi, et sont témoins de deux énormes avalanches qui, heureusement, n’atteignent pas leur camp. Après presque trois semaines de mauvais temps, une première accalmie se présente le 18 juillet. Le lendemain malgré la neige du matin, la météo s'améliore considérablement et au  matin du 20 juillet (à 3 h), ils lancent l'assaut sur la paroi. Mais ils doivent d'abord en traverser la base, balayée sans cesse par d'énormes avalanches. Après avoir escaladé les premiers 1 500 mètres, ils se retrouvent à 13 h face à leur premier défi : la traversée vers la droite de l'arête rocheuse située au milieu de la face sud. La traversée s'avère difficile, avec un dénivelé d'une quarantaine de mètres et des passages ardus (cotation V) sur des parois rocheuses couvertes de neige. Au coucher du soleil, il ne reste que 3 petits mètres à escalader mais la fatigue est telle qu'ils décident de bivouaquer en creusant un abri sommaire dans la neige.
Le lendemain matin, la météo est excellente, avec le soleil qui inonde de lumière la paroi mixte de roche et de glace au-dessus d'eux. Après avoir gravi environ 300 mètres d'un terrain mixte (cotation III) et sans assurage, ils se retrouvent face à des vastes champs de neige, parsemés de séracs. Ils avancent lentement, en ouvrant leur tortueux chemin à travers l'épaisse couche de neige et le labyrinthe de séracs. Le soir venu, ils bivouaquent à 7 400 mètres, dans l’espoir de pouvoir atteindre le sommet le jour suivant. Le lendemain, ils traversent vers la droite les derniers champs de neige, au-dessus des séracs, et ils arrivent à la base de la crête sommitale (côté sud). Au vu de la difficulté de l'ascension et l'impossibilité d'atteindre le sommet avant la fin de la journée, ils décident de rebrousser chemin mais, lors du premier rappel de corde, un des crampons de Wojciech Kurtyka se détache et, après avoir rebondi sur des rochers, disparaît. La descente jusqu'à leur bivouac demande à Kurtyka une prudence extrême. La perspective de devoir redescendre des centaines de mètres de parois rocheuses très glissantes sur un seul crampon est tellement terrifiante qu'ils décident, le jour suivant, d'essayer d'atteindre coûte que coûte le sommet du Gasherbrum I. Partis très tôt le matin du 23 juillet et après une heure et demie de marche, les deux Polonais sont désormais proches de la base de la crête sommitale quand Wojciech Kurtyka entend Jerzy Kukuczka crier très fort : Jerzy a retrouvé, dans la neige fraîche, le crampon que Kurtyka avait perdu le jour précédent, 450 mètres plus haut. Après ce coup de chance, ils atteignent rapidement la crête sud (qui s'avère relativement facile à escalader, avec des nombreux passages parcourus sans assurage) et à 14 h 30, ils parviennent enfin au sommet du Gasherbrum I. Juste après leur descente au poste du bivouac, il commence à neiger mais les deux hommes pourront entamer le lendemain la longue descente jusqu'au camp de base.

#### Dhaulagiri en 1985
À l'automne 1984, Jerzy Kukuczka commence à concocter l'idée de participer aux deux expéditions hivernales polonaises en Himalaya prévues au début de 1985 : l'une (financée par le Club de haute montagne de Gliwice et dirigée par A. Bilczewski) vise la première ascension hivernale du Dhaulagiri et l'autre (une expédition internationale dirigée par A. Zawada) a pour objectif la première ascension hivernale du Cho Oyu. La détermination de Jerzy Kukuczka de participer aux deux expéditions pose un sérieux problème d'ordre organisationnel aux membres de l'expédition au Cho Oyu. Les préparatifs pour l’expédition au Dhaulagiri sont bien plus avancés de ceux de la deuxième, ce qui oblige Jerzy Kukuczka à participer d’abord à la première pour ensuite rejoindre la deuxième après installation du camp de base et de la plupart des camps intermédiaires, laissant du coup cette lourde et difficile tâche entièrement à ses compagnons d'expédition. L'intervention de Zawada permet cependant de surmonter l'opposition de certains membres de l'expédition au Cho Oyu et donne le feu vert à la participation de Jerzy Kukuczka. Zawada cependant tient à souligner la grande difficulté de pouvoir réaliser les deux ascensions hivernales l'une après l'autre, en un si court laps de temps.
Le camp de base du Dhaulagiri est installé au début du mois de décembre 1984 à 4 200 mètres et tous les équipements et matériels y sont transportés pendant trois jours. Le camp de base avancé, installé à 4 600 mètres le 5 décembre, ne résiste que quatre jours aux terribles vents qui balayent la base du Dhaulagiri. Les conditions météorologiques sont tellement traîtres que l’expédition japonaise, qui voulait tenter une voie sur l’arête nord-est, y renonce. Cela pousse A. Bilczewski à la prudence et il décide d'attaquer le Dhaulagiri par la voie normale. Le camp 1 est installé le 15 décembre à 5 200 mètres, suivi quelques jours après par le camp 2 à 5 800 mètres. Mais les fortes chutes de neige, les vents tempétueux et la température de −40 °C empêchent toute activité jusqu'à la fin de l'année.
Le 31 décembre, Jerzy Kukuczka arrive au camp de base et monte le 7 janvier 1985 en compagnie de Andrzej Czok jusqu'à 6 800 mètres, en transportant du matériel pour les autres camps. Le 12 janvier, Janusz Baranek et Mirek Kurás installent le camp 3 et deux jours après, Jerzy Kukuczka et Andrzej Czok fixent la tente du camp 4, sur une pente glacée à 7 400 mètres. Le 16 janvier, Janusz Skorek et Andrzej Machnik montent à leur tour vers le camp 4 dans le but de le déplacer plus haut mais la météo implacable les repousse au camp 2. Le 19 janvier, Jerzy Kukuczka, Andrzej Czok et Mirek Kurás partent du camp 2 vers le camp 3 mais ce dernier a été complètement enseveli par la neige et il s'avère inutilisable. Ils sont donc obligés de continuer de monter jusqu'au camp 4 où ils passent une nuit glaciale. Le lendemain matin, la tente dans laquelle ils dorment est effleurée par une avalanche heureusement sans gravité pour les alpinistes. Ils passent cependant deux heures à récupérer la tente ensevelie par la neige et les gelures aux mains de Mirek Kurás sont si graves que l'homme doit renoncer à l'assaut final et rentrer au camp de base. Jerzy Kukuczka et Andrzej Czok se lancent donc seuls à l'assaut du Dhaulagiri et à la fin de journée, ils bivouaquent à 7 700 mètres d'altitude. L'après-midi du 21 janvier, à 15 h, ils parviennent au sommet du Dhaulagiri, la première hivernale de ce pic et sans apport d'oxygène,.
Le manque de lumière et les conditions météo rendent cependant la descente difficile et dangereuse. A la nuit tombée et dans l'impossibilité de creuser un abri dans la neige poudreuse, ils doivent s'accrocher l'un à l'autre pour ne pas tomber, appuyés contre leurs sacs à dos, et patientent tel quel à 7 800 mètres en attendant l'arrivée du jour. À l'aube, ils se remettent en marche mais Andrzej Czok commence à perdre la sensibilité de ses jambes et à montrer des signes préoccupants des gelures aux pieds. Pendant la descente, souvent sans cordes d'assurage mais qui prend beaucoup plus de temps que prévu, Jerzy Kukuczka perd le contact visuel avec Andrzej Czok à 6 800 mètres et par manque total de visibilité, il décide de passer la nuit tombante seul dans un abri de fortune qu'il a creusé dans la neige pour se protéger des fortes rafales de vent. Aux premières lumières du jour, Jerzy Kukuczka reprend à nouveau la descente et après avoir passé une autre nuit sans abri, il arrive enfin au camp 2 où Janusz Skorek et Mirek Kurás l'accueillent chaleureusement. Ils lui annoncent, à son grand soulagement, qu'Andrzej Czok est arrivé sain et sauf le soir précédent. Une fois rentrés au camp de base, tous les membres de l’expédition redescendre la vallée le 26 janvier vers Katmandu mais l'infatigable Jerzy Kukuczka abandonne ses compagnons et se dirige seul vers le col des Français (situé entre le camp de base du Dhaulagiri et la Hidden Valley (en)) pour rejoindre au plus vite la ville népalaise de Pokhara, d'où il pourra repartir vers le camp de base du Cho Oyu.

#### Cho Oyu en 1985
Après cette première ascension hivernale périlleuse du Dhaulagiri avec Andrzej Czok, Jerzy Kukuczka n'est pas rassasié et veut rejoindre l’expédition internationale (polonaise et canadienne) dirigée par Andrzej Zawada qui tente elle de réaliser la première hivernale du Cho Oyu. Le 8 février, Jerzy Kukuczka arrive donc au camp de base de l’expédition. Les camps intermédiaires, du camp 1 au camp 4 (à 7 200 mètres) ont déjà été installés et équipés. Le 9 février, Jerzy Kukuczka, accompagné par Zygmunt A. Heinrich, commence la montée vers le camp 1 et le jour suivant, ils bivouaquent au camp 2, à 5 700 mètres. Le 11 février, Maciej Berbeca et Maciej Pawlikowski établissent le camp 5 à 7 500 mètres tandis que Jerzy Kukuczka et Zygmunt Heinrich atteignent le camp 3 à 6 700 mètres. Le 12 février et avec un très beau temps, Berbeca et Pawlikowski lancent l'assaut final depuis le camp 5 et atteignent tôt dans l'après-midi le sommet du Cho Oyu, la première hivernale.
Le 13 février, Jerzy Kukuczka et Zygmunt Heinrich montent du camp 3 au camp 4, 900 mètres plus haut et croisent à midi la première équipe qui redescend du sommet. La montée est longue et épuisante et Zygmunt Heinrich perd à un moment donné l'équilibre et tombe de la paroi rocheuse mais il est heureusement retenu par la corde. Il remonte avec beaucoup d’effort cette dernière jusqu'au piton mais la nuit approche et les deux hommes sont obligés de bivouaquer dans un abri de fortune, à seulement 60 mètres du camp 5. Le jour suivant, ils décident de rester la journée entière dans la tente afin de reprendre des forces et passent donc une nouvelle nuit à 7 500 mètres. Le camp 5 est délaissé le lendemain à 7 h 30 et malgré des signes de fatigue préoccupantes de Zygmunt Heinrich due aux nuits passées à très haute altitude, les deux hommes réussissent à atteindre le sommet du Cho Oyu vers 17 h 30 le 15 février 1985, soit le dernier jour d'autorisation d’ascension délivré de la part du gouvernement népalais. Mais parvenu très tard au sommet, la nuit les surprend sur le chemin de retour vers le camp 5. Ils commencent alors à descendre pendant plusieurs heures dans l'obscurité la plus totale et c'est à ce moment que Jerzy Kukuczka tombe de 5 mètres dans un sérac. Heureusement pour lui, Zygmunt Heinrich stoppe net la chute de son ami et les deux hommes décident par mesure de précaution, d'attendre la lumière du jour à cet endroit, à 7 700 mètres d'altitude. Ils arrivent finalement au camp 5 mais sont tellement épuisés qu'ils décident d'y rester une nouvelle fois toute la journée. Le lendemain, ils entament à nouveau la descente mais les nombreux rappels de corde demandent beaucoup de temps. Seule l'énorme expérience, la capacité d'auto-contrôle et l'aide réciproque permettent aux deux alpinistes polonais d’échapper aux innombrables dangers du Cho Oyu. Au terme de cette périlleuse descente et quatre jours après avoir atteint le sommet, ils rentrent finalement sains et saufs au camp de base de l’expédition.

#### Kanchenjunga en 1986
En janvier 1986, une expédition polonaise de 17 alpinistes dirigée par Andrzej Machnik (pl) réalise la première ascension hivernale de la troisième plus haute montagne du monde. Le camp de base est établi le 10 décembre 1985 à 5 100 mètres. Jerzy Kukuczka et Krzysztof Wielicki y arrivent le 20 décembre. Le 4 janvier 1986, ils font une première tentative d'ascension du camp 4 mais les mauvaises conditions météo les obligent à faire marche arrière. Le 7 janvier, Andrzej Czok (pl), Przemysław Piasecki (pl), Jerzy Kukuczka et Krzysztof Wielicki repartent du camp de base et avancent vite par les camps intermédiaires dont les équipements ont été très endommagés par les nombreuses et violentes tempêtes. Le 10 janvier, ils atteignent à nouveau le camp 4 mais Andrzej Czok commence à montrer les premiers symptômes du mal aigu des montagnes. Le lendemain, Andrzej Czok redescend vers le camp de base, accompagné par Przemysław Piasecki, tandis que Jerzy Kukuczka et Krzysztof Wielicki donnent l'assaut final au Kanchenjunga. À 13 h 30, Krzysztof Wielicki arrive au sommet suivi une heure plus tard par Jerzy Kukuczka. La visibilité est bonne mais les conditions de la montée ont été très difficiles avec une température de −35 °C et des violentes rafales de vent. Entre-temps, les conditions de Andrzej Czok empirent rapidement et il meurt d'un œdème pulmonaire. Jerzy Kukuczka et Krzysztof Wielicki participent à la cérémonie funèbre de leur compagnon près du camp 3.

#### K2 en 1986
En 1986, Jerzy Kukuczka est invité à participer, avec Tadeusz Piotrowski (en), à l’expédition internationale dans le Baltoro (Karakoram) organisée par Karl Maria Herrligkoffer (de). Le camp de base du K2 est établi le 7 juin 1986 à 5 070 mètres. Kukuczka décide d'attaquer la partie centrale de la face sud, qu'il a déjà eu l'occasion d'étudier lors d'une précédente tentative en 1982 avec Wojciech Kurtyka. La face sud du K2 est parsemée d'immenses barres de séracs qui déclenchent sans interruption de grandes avalanches et elle est réputée très dangereuse. Trois alpinistes suisses (Beda Fuster, Rolf Zemp et Diego Wellig) et l'Allemand Toni Freudig rejoignent Jerzy Kukuczka et Tadeusz Piotrowski. N'ayant pas obtenu la permission de monter par la voie normale (éperon des Abruzzes), K. Herrligkoffer opte pour la voie proposée par Jerzy Kukuczka. L'ascension débute le 9 juin et les hommes atteignent le camp 1 à environ 6 000 mètres mais après l'abandon des trois alpinistes suisses, ils sont obligés de rentrer au camp de base.
Le 19 juin, Jerzy Kukuczka, T. Piotrowski et T. Freudig quittent à nouveau le camp de base avec leur équipement de 25 kg et atteignent le camp 2 situé juste en dessous du premier sérac à 6 400 mètres. À partir de là, ils identifient un possible passage à côté du sérac le long d'un éperon rocheux. Le 21 juin, ils fixent 500 mètres de cordes sur l'éperon mais T. Freudig finit également par abandonner, laissant Jerzy Kukuczka et T. Piotrowski seuls face au géant du Karakoram. Le 22 juin, avec deux jours de rations et tout l'équipement nécessaire pour bivouaquer, ils commencent à gravir l'éperon rocheux. Après avoir traversé un insidieux et difficile champ de glace couvert par une épaisse couche de neige, ils bivouaquent à 6 950 mètres pour atteindre le jour suivant le camp 4 à 7 400 mètres. Le 24 juin, la météo se dégrade assez rapidement ce qui force les deux compères à redescendre une nouvelle fois au camp de base sous une tempête de neige.
Les conditions météo redevenues favorables, ils repartent à l'assaut le 3 juillet. Ils atteignent le 5 juillet un énorme couloir exposé aux avalanches qu'ils surnomment le « Hockey Stick ». Après avoir bivouaqué à 7 800 mètres, ils remontent le couloir jusqu'à la base d'une paroi rocheuse d'environ 100 mètres de hauteur non visible depuis le bas. Le 7 juillet et après avoir effectué un nouveau bivouac à 8 200 mètres, ils s'attaquent à la paroi mais l’espoir d'atteindre le somment du K2 le jour même est rapidement balayé par la difficulté technique qui s'offre à eux (notamment une section de difficulté V+) qui les oblige à passer une autre nuit dans des conditions difficiles (le gaz épuisé, ils doivent utiliser une bougie pour faire fondre la glace). Le 8 juillet, ils repartent pour l’assaut final en laissant au bivouac la plupart de leur matériel (tente, nourriture, etc.). Les 30 premiers mètres de la paroi constituant la partie la plus difficile ayant déjà été équipés, les deux hommes avancent vite et à midi, ils atteignent l'éperon des Abruzzes à 8 300 mètres. À 18 h 25, ils arrivent enfin au sommet du K2 dans l’euphorie générale mais la joie est de courte durée car la descente les attend et avec elle la nuit. Plongés dans l'obscurité la plus totale, ils creusent alors un trou dans la neige et sont contraints d'y dormir avec leurs sacs de couchage (c'est leur troisième nuit d'affilée à plus de 8 000 mètres d'altitude).
Le lendemain, la descente en rappel s'avère très difficile et à la fin de la journée, ils ont descendu seulement 400 mètres. Les conditions  deviennent toujours plus difficiles, sans nourriture depuis deux jours, avec des sacs de couchage trouées, exposés à un froid incessant et intense. La journée du 10 juillet à 7 900 mètres d'altitude démarre cette fois avec un temps plus clément et une bonne visibilité qui leur permet d'apercevoir au loin les tentes de l’expédition coréenne situées à 7 300 mètres. Kukuczka et T. Piotrowskiet profitent alors de cette fenêtre météo favorable pour descendre rapidement la pente raide couverte par une épaisse couche de glace. Il est environ 10 h 30 quand Kukuczka, qui vient d’alerter son compagnon de la dangerosité de la descente, voit un des crampons de ce dernier se détacher. En tentant désespérément de trouver un appui sur la paroi glacée, l'autre crampon se détache aussi et Piotrowski plonge dans le vide. En chutant, il tombe sur Kukuczka qui parvient à s'agripper grâce à son piolet enfoncé dans la glace mais il ne peut malheureusement plus rien faire pour son compagnon. Après 5 heures et demie, Jerzy Kukuczka arrive au camp coréen vidé de ses occupants. Épuisé, il s'écroule dans une tente et il ne se réveillera que 20 heures plus tard. Dans l'après-midi du 11 juillet, il commence la descente vers l'autre camp coréen et croise deux alpinistes de l'expédition asiatique qui communiquent à Janusz Majer la triste nouvelle de la mort de Piotrowski. Le 12 juillet, Kukuczka arrive enfin au camp de base d'où il repart quatre jours après.

#### Manaslu en 1986
À l'automne 1986, Jerzy Kukuczka, qui a déjà gravi le Kanchenjunga et le K2 en cours d'année, organise une nouvelle expédition sur le Manaslu à laquelle participent six alpinistes, parmi lesquels les Polonais Wojciech Kurtyka, Rysiek Warecki et Artur Hajzer et les deux Mexicains Carlos Carsolio et Elsa Ávila. Le camp de base est installé le 8 septembre 1986 à 4 400 mètres. Ils commencent à faire une reconnaissance sur la voie choisie par Jerzy Kukuczka et à y installer des cordes fixes mais les mauvaises conditions météorologiques ralentissent les opérations. Entre-temps, Rysiek Warecki commence à montrer les premiers symptômes du mal aigu des montagnes et il est obligé de rester au camp de base. Du 17 septembre au 26 octobre, la persistante mousson amène des chutes de neige massives, qui rendent très compliquée l'installation des camps 1 et 2 (ce dernier situé à 6 400 mètres). Après quatre tentatives, Jerzy Kukuczka, Wojciech Kurtyka, Artur Hajzer et Carlos Carsolio ont tout de même réussi à parcourir sur toute sa longueur l'arête est et à parvenir au pied du sommet oriental du Manaslu.
Lors de la troisième tentative, la couche de neige qu'ils doivent traverser à environ 6 000 mètres d'altitude est si épaisse et les masses de neige et glace surplombant la voie si dangereuse que Wojciech Kurtyka refuse d'avancer et renonce à l'ascension, contre l'avis des trois autres alpinistes. Bien que persuadés qu'ils peuvent faire une nouvelle tentative, ils sont forcés de reconnaître que les pentes enneigées sont trop instables et dangereuses ; ils décident donc par prudence de rentrer au camp de base pour se reposer et attendre une amélioration des conditions d'escalade. Le matin du 17 octobre, ils apprennent également à la radio que, le jour d'avant, Reinhold Messner est parvenu au sommet du Lhotse, devenant ainsi le premier alpiniste de l’histoire à avoir gravi les quatorze sommets de plus de 8 000 mètres d'altitude. Bien qu'attristé par cette nouvelle, Jerzy Kukuczka avoue néanmoins se sentir enfin soulagé car la pression médiatique de la course aux 14 sommets les plus hauts de la planète a soudainement disparu.
Jerzy Kukuczka espère pouvoir encore gravir le Manaslu et il fait une dernière tentative pour convaincre Wojciech Kurtyka de ne pas abandonner l’expédition mais ce dernier, épuisé par l'interminable attente et les dangers auxquels ils sont exposés, a pris la décision définitive de quitter le camp de base. Les jours passent et les réserves alimentaires, presque complètement épuisées, les obligent à demander de la nourriture à deux autres expéditions (une colombienne et l'autre yougoslave) sur le départ. Une autre tentative d'ascension est faite à la fin du mois d'octobre par Jerzy Kukuczka et Artur Hajzer (Carlos Carsolio est obligé de rester au camp de base pour soigner les gelures dont il a été victime pendant les tentatives précédentes) mais les conditions météo extrêmes, avec des tempêtes de neige, un froid intense et des fortes rafales de vent, arrêtent leur ascension à environ 7 400 mètres d'altitude et les forcent à rentrer encore une fois au camp de base. Le 5 novembre, les trois alpinistes repartent pour leur dernière tentative mais cette fois-ci, ils choisissent une nouvelle voie, en pur style alpin, qui ne passe plus par l'arête est du Manaslu mais par sa face nord-est. Après avoir bivouaqué successivement à 5500, 6300, 7300, 7600 et 8 000 mètres, ils parviennent au sommet est du Manaslu (à 7 992 mètres) encore vierge. Entre 7 300 mètres et 7 500 mètres, ils ont dû escalader des passages mixtes de rocher et glace d'une grande difficulté. Le 9 novembre, ils atteignent le plateau au pied du sommet de Manaslu et y bivouaquent. Le lendemain, le 10 novembre, Jerzy Kukuczka et Artur Hajzer laissent Carlos Carsolio au bivouac (trop affaibli et victime de gelures aux mains assez préoccupantes), et atteignent après deux heures, le sommet du Manaslu. Revenus au col sommital, ils entament avec Carlos Carsolio la descente vers le camp de base par la voie normale. Il leur a fallu ainsi pas moins de 62 jours d'efforts incessants pour gravir le Manaslu et deviennent par la même occasion les premiers alpinistes à avoir gravi un sommet himalayen de plus de 8 000 mètres au mois de novembre.

#### Annapurna en 1987
Dès son retour en Pologne, Jerzy Kukuczka commence à penser au prochain objectif, à savoir la première ascension hivernale de l'Annapurna. Participent à l’expédition Artur Hajzer, Rysiek Warecki et Krzysiek Wielicki. Jerzy Kukuczka invite aussi Wanda Rutkiewicz pour des raisons économiques, comme il l'admet dans son autobiographie, car il a besoin de fonds pour financer l’expédition. Et Wanda, qui doit réaliser un film pour une chaîne de télévision autrichienne, peut y contribuer de façon assez importante. En échange de sa contribution financière, Jerzy Kukuczka accepte aussi la participation du journaliste et explorateur polonais Jacek Pałkiewicz (en). L'idée initiale de Jerzy Kukuczka est de gravir la face sud de l'Annapurna. Néanmoins et après avoir lu les rapports de six précédentes expéditions hivernales qui avaient toutes échoué à cause de l'énorme quantité de neige accumulée sur les flancs méridionaux de la montagne, il décide finalement de tenter l'ascension par la face nord. Reste que le gros désavantage de ce choix - techniquement plus facile que l'autre - les oblige à escalader la plupart du temps à l'ombre, et ce en pleine période hivernale et à très haute altitude.
Le 20 janvier 1987, ils installent le camp de base à 4 200 mètres, après une marche d'approche longue et difficile (des 60 porteurs engagés au début de l’expédition, il n'en reste que 17 à l'arrivée au camp de base). Jacek Pałkiewicz abandonne aussitôt l’expédition à cause de la difficulté à s'adapter à la haute altitude. Les camps intermédiaires 1, 2 et 3 sont rapidement installés du 21 au 24 janvier respectivement à 4 800, 5 600 et 6 050 mètres. Après quelques jours passés au camp de base, ils repartent le 29 janvier vers le sommet avec l'idée d'installer les derniers camps intermédiaires et de redescendre au camp de base pour compléter la phase d'acclimatation. Le 30 janvier, ils bivouaquent au-dessus du camp 3 et montent le lendemain jusqu'à une altitude de 6 800 mètres. Après avoir installé le camp 4, ils se préparent à y passer la nuit. Le soir, Jerzy Kukuczka se sent très en forme et bien acclimaté et il propose de tenter directement l'assaut au sommet de l'Annapurna sans redescendre au camp de base. Artur Hajzer accepte le défi tandis que Wanda Rutkiewicz et Krzysiek Wielicki hésitent ; ils décident finalement de redescendre le lendemain au camp de base car ils ont encore besoin de s'acclimater. Le 1er février, Jerzy Kukuczka et Artur Hajzer se lancent à l'assaut du sommet. Mais à environ 7 500 mètres, les conditions météorologiques empirent rapidement avec d'importantes chutes de neige et du brouillard. Jerzy Kukuczka décide alors de rester un jour de plus pour se reposer et attendre une possible accalmie météo. Le 2 février, la météo ne s’améliore pas et ils passent la journée à résister au froid intense et à dégager leur tente de la neige qui ne cesse de tomber. Le lendemain, ils repartent vers le sommet malgré des conditions de visibilité très difficiles et après avoir gravi le couloir sommital, ils parviennent finalement au sommet de l'Annapurna l'après-midi du 3 février, à 16 h.

#### Shishapangma en 1987
Depuis le début de son aventure himalayenne, Jerzy Kukcuczka est séduit par l'« aura d'inconnu » qui entoure le Shishapangma. En 1983, il planifie donc avec W. Kurtyka une ascension illégale (à l'époque, l'accès au Shishapangma est interdit aux Polonais) par la crête nord-ouest. Les années passent mais le rêve de gravir le Shishapangma reste intact. Après plusieurs échanges diplomatiques entre Pékin et Varsovie, Jerzy Kukuczka et son expédition reçoivent enfin de la part du gouvernement chinois, l'autorisation tant attendue (pour la première fois accordée aux alpinistes d'un pays du bloc soviétique). Au début du mois d'août 1987, les membres de l'expédition internationale sont tous déjà rendus à Katmandou : les Polonais Wanda Rutkiewicz, Artur Hajzer, le Dr Lech Korniszewski, Janusz Majer, Ryszard Warecki et Jerzy Kukuczka, les Mexicains Elsa Avila et Carlos Carsolio, les Françaises Christine de Colombel et Malgorzata Bilczewska-Fromenty, l'Anglais Alan Hinkes, l'Équatorien Ramiro Navarrete et l'Américain Steve Untch. Le 28 août, Jerzy Kukuczka, qui a choisi Artur Hajzer comme compagnon d'escalade, quitte le camp de base pour atteindre le camp 1 à 6 400 mètres d'altitude. Le but de cette première ascension est de s'acclimater rapidement à la haute altitude en gravissant le Yebokangal (7 365 m), qui fait face au Shishapangma au nord. Un deuxième camp est établi au pied du couloir qui sépare les deux sommets. Le 31 août, Jerzy Kukuczka et Artur Hajzer arrivent au sommet vierge du Yebokangal d'où ils peuvent admirer et étudier l'imposant Shishapangma. De retour au camp de base, les conditions météorologiques empirent rapidement en les contraignant à un long repos forcé jusqu'au 14 septembre. Dans l'après-midi, ils quittent le camp de base pour profiter de l'accalmie météo et après avoir dépassé le camp 1, bivouaquent à 6 800 mètres. Le 15 septembre, ils commencent à gravir la crête nord-ouest mais l'avancée s'avère difficile en raison de l'épaisse couche de neige fraîche qui rend la marche épuisante et qui les oblige à bivouaquer durant deux nuits consécutives à haute altitude. Les difficultés techniques de l'escalade sont multiples avec des traversées très exposées aux avalanches, des passages risqués entre corniches de neige et le manque d'appui des crampons à cause de la couche de neige sur les rochers. Mais Jerzy Kukuczka et Artur Hajzer parviennent à tous les surmonter en arrivant au sommet ouest qui n'a alors encore jamais été gravi. Depuis le sommet ouest, ils atteignent ensuite rapidement le sommet central où ils retrouvent Elsa Avila, Carlos Carsolio et Wanda Rutkiewicz qui ont suivi la voie normale.
En gravissant le Shishapangma, Jerzy Kukuczka devient ainsi le deuxième homme, après Reinhold Messner, à avoir gravi les 14 « 8 000 ». Depuis le sommet, il contemple le coucher de soleil, avec les montagnes plus basses déjà enveloppées par la nuit, ainsi que l'imposante crête ouest du Manaslu. Le jour suivant, il redescend vers le camp de base par la voie normale en utilisant les skis que Ryszard Warecki lui a amenés le jour précédent.

#### Lhotse en 1989
Après la tentative menée par Reinhold Messner au printemps 1989, la face Sud du Lhotse reste indomptée. À l'automne, Jerzy Kukuczka monte une expédition sur ce même Lhotse. Il compte bien montrer à Messner que cette ascension est possible. Mais le sort s'acharne. Au-dessus de 8 000 mètres, le grimpeur polonais perd pied et chute. La corde ne parvient pas à le retenir et il dévale fatalement la pente, il a alors 41 ans. La corde rompue a probablement sauvé son compagnon de cordée, Ryszard Pawłowski, qui aurait dû être entraîné par la violence du choc. Jerzy Kukuczka est enterré au pied du Lhotse.